# Poicephalus rueppellii
Poicephalus rueppellii е вид птица от семейство Папагалови (Psittacidae).

## Разпространение
Видът е разпространен в Ангола и Намибия.